# La Fuente, Querétaro Arteaga
La Fuente är en ort i Mexiko.   Den ligger i kommunen Tequisquiapan och delstaten Querétaro Arteaga, i den centrala delen av landet, 160 km nordväst om huvudstaden Mexico City. La Fuente ligger 1 918 meter över havet och antalet invånare är 4 272.
Terrängen runt La Fuente är platt västerut, men österut är den kuperad. Runt La Fuente är det ganska tätbefolkat, med 129 invånare per kvadratkilometer. Närmaste större samhälle är San Juan del Río, 18,8 km söder om La Fuente. Trakten runt La Fuente består i huvudsak av gräsmarker.